# Борсків
Бо́рсків — село в Україні, у Гніванській міській громаді Вінницького району Вінницької області. Населення, за офіційними даними останнього перепису, становить 267 осіб.

## Географія
Село розташоване у Вінницькому районі на правому березі р. Південний Буг на шляху Т 0242 за 9 км на захід від селищаТиврів по відсипній дорозі, за 15 км від залізничної станції Гнівань через н.п. Ворошилівку. Сусідні населені пункти:
Ландшафт земель горбистий через розташування села на гранітному плато, посіченому струмками з численних джерел. Один з них має назву Хомутовка.

## Населення

### Мова
Розподіл населення за рідною мовою за даними перепису 2001 року:
| Мова       | Кількість | Відсоток |
| ---------- | --------- | -------- |
| російська  | 216       | 80.9%    |
| українська | 51        | 19.1%    |
| Усього     | 267       | 100%     |

## Історія

### Заснування

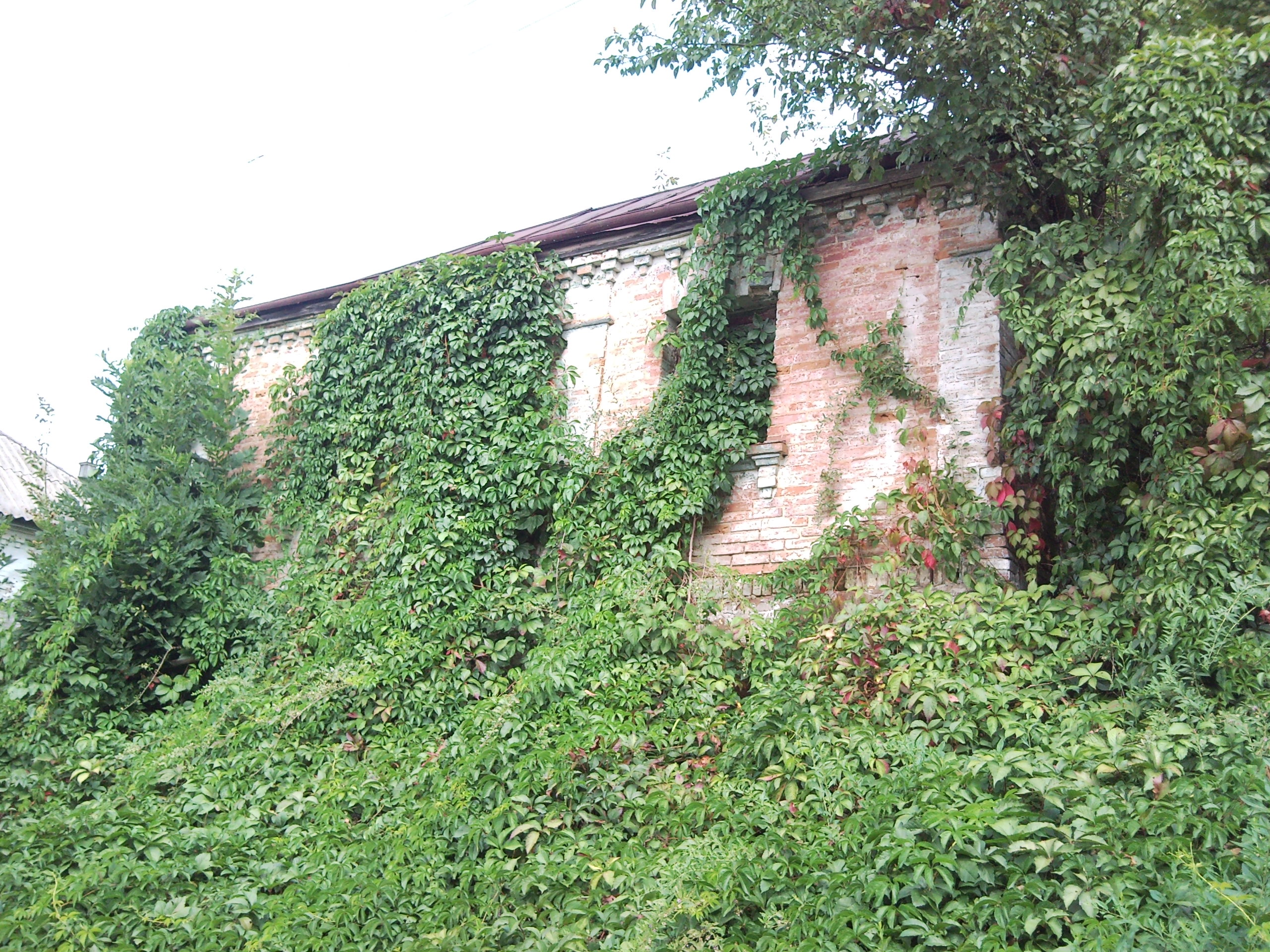
Будинок старовірів

За історичним нарисом, складеним місцевими краєзнавцями, село заснували 1676 р. п'ятнадцять родин старовірів (Бакуліни, Берьозови, Глєбови, Жупанови, Каліннікови, Кравцови, Мартинови, Маслови, Мойсеєви, Москвічови, Нефьодови, Ратови, Рудакови, Федотови, Яблочнікови) з підмосковного міста Гуслиць (в 90 км від Москви), що переселились сюди від переслідувань за віру. На честь 300-річчя заснування села у 1976 р. місцева громада встановила камінь з відповідним пам'ятним надписом, втім, камінь цей було втрачено через зсув ґрунту.

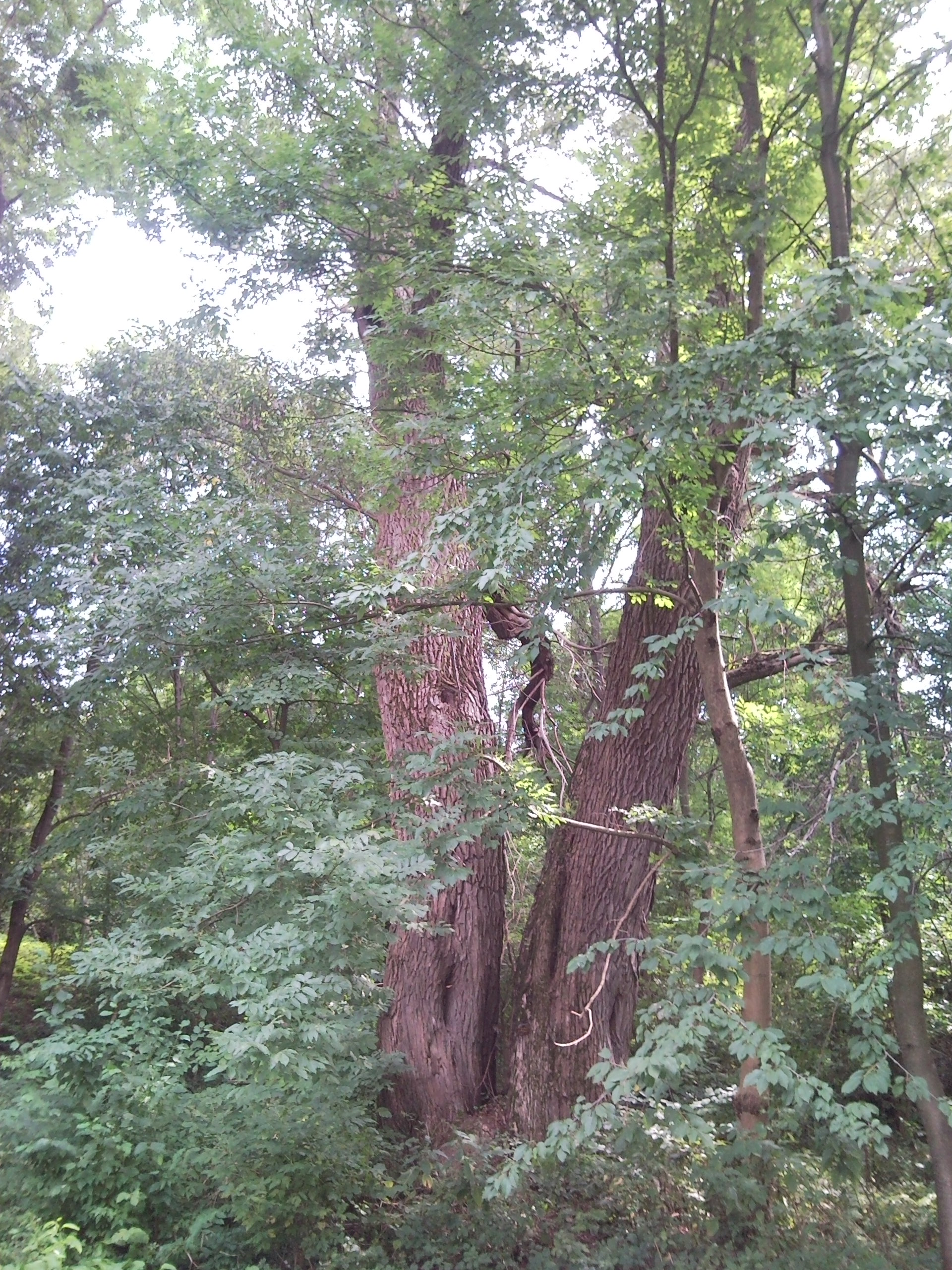
Стара верба в центрі села

Родини засновників одного з двадцяти осередків старообрядництва на Східному Поділлі почали називати себе «гусляками», а своє поселення — Борск, Бо́рсков або Бо́рське через його розташування впритул до густого лісу — бору.
Одначе, поселення у цих місцинах під назвою Борки існувало до прибуття сюди старовірів. У «подимних» відомостях про зміну землевласників на Брацлавщині у 1629—1664 рр. Борки фігурують разом із сусідніми Сутисками, Ставом, Шершнями та їхніми тодішніми володарями — мечником Брацлавським, Кухарським (католиком), Волинським, Рабашевським (писарем гродським летичівським), Стефаном Доброцесільським (військовим вінницьким).
Своєю чергою в описі документів, які зберігалися в маєтку князів Четвертинських в селі Янкові, згадується Апеляція від 27 грудня 1613 р. між тиврівськими феодалами Кліщовськими та іншими про відібрання худоби від татар з маєтку Борскова. Відтак, поселення з назвою Борсків існує щонайменше з 1613 р. А власне люди у цих місцинах жили здавна. Поруч з селом ідентифіковані два кургани Скіфської доби. Знайдено поселення Черняхівської культури (II-IV ст.)

### Топонімікасела

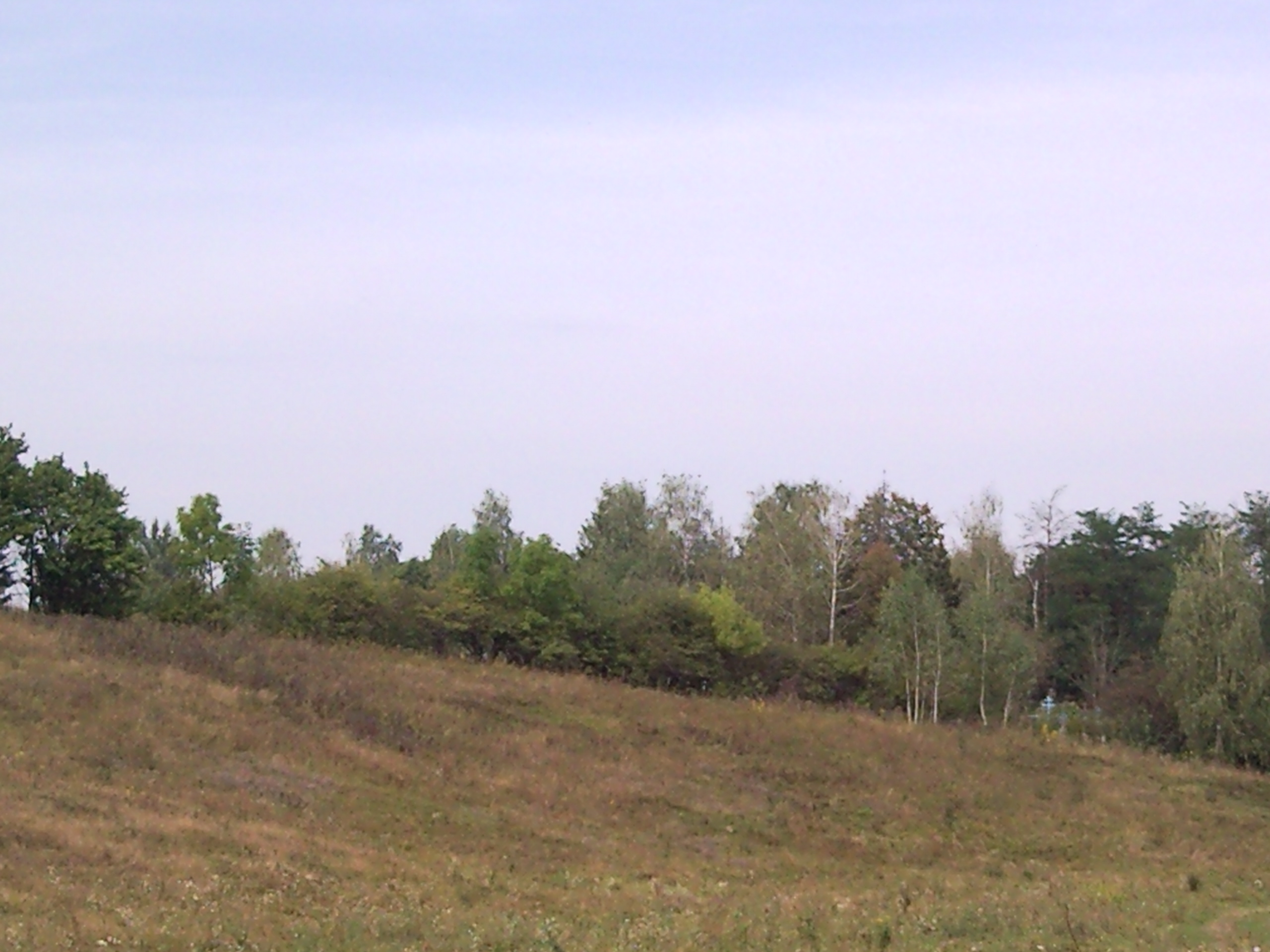
Сільський цвинтар

Основні вулиці зараз — Нагорна, Леніна та Раменська, названа на честь прабатьківщини у Підмосков'ї — Рамен'я з містом Раменське. Збереглися у споминах односельців та дещо у вжитку назви вулиць й місцин — «Бурлацька», «Гора», «Камушки», «Конопляники», «Куток». Деякі з них пов'язані з прізвищами односельців — «Парамонове поле», «Парамонова криниця», «Ананчина криниця», «Бусуркина долина», «Абрамів яр», «Кулібенкін яр», «Терененків провулок», «Ангелікова хата».

### Забудова

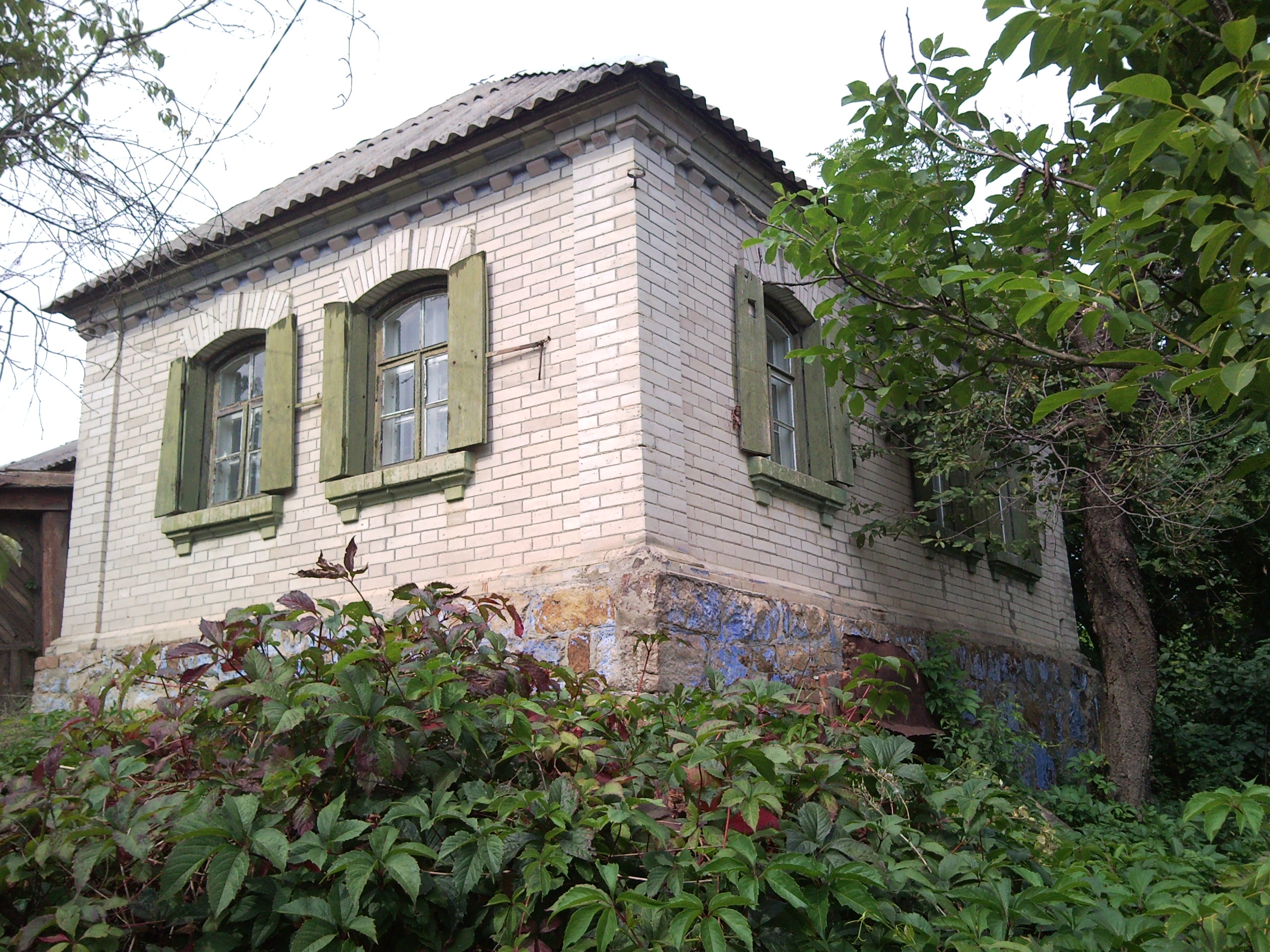
Типовий будинок

Старообрядці почали селитися за півверсти від Південного Бугу під горою, вкритою лісом. Переселенцям дісталися бідні землі, переважно прибережні піщані ґрунти. Вулиці забудовували домівками щільно, власне вулиці були вузькими, наче стежини, що під час пожеж винищувало цілі закапелки. Тип побудови — північноруський, коли будинок ставиться край ділянки перпендикулярно вулиці. Лазня на городі. Дерево, як матеріал будівництва, через дефіцит з часом поступилось дерев'яним балкам, перемотаним скрутнями соломи, потім великій глиняній цеглі — лампачу і зрештою — каменю.

### Центрстарообрядництва

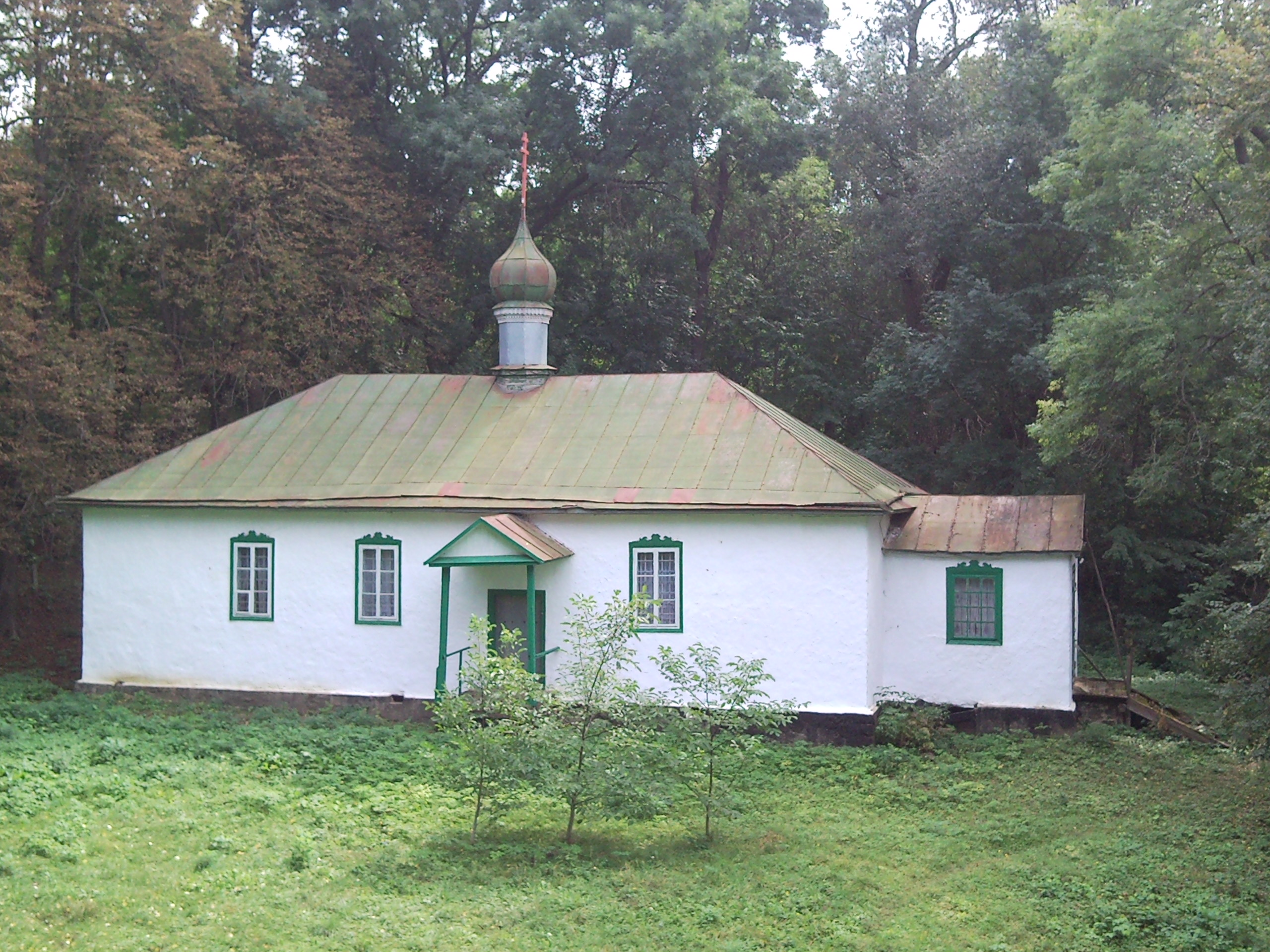
Церква Нерукотворного образу

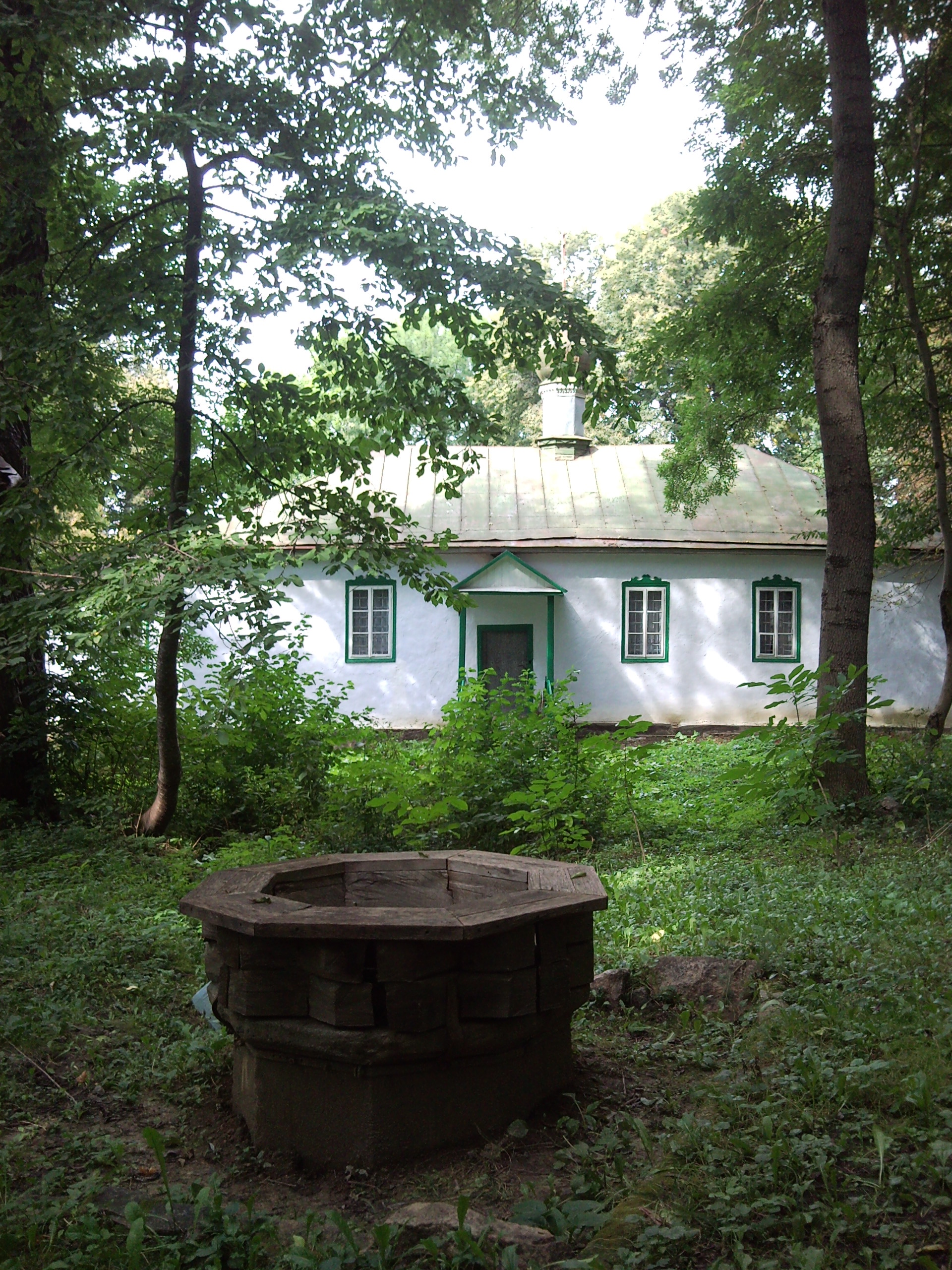
Криниця поруч з церквою

Перші переселенці підтримували стосунки з одновірцями — «стародубцями», визнавали авторитет тамтешнього центру «Вєтка», мали зносини з іншими старовірами в межах Річі Посполитої, а з «риляками», вихідцями з Рильського повіту Курської губернії), які жили у сусідніх селах Жуківцях, Курниках, Людавці, родичалися.
Після розгрому у 1735 р. і занепаду центру «Вєтка» зі стародубської громади до Борскова у 1750 р. приїхав ієромонах Афіноген. Наступного року в селі на горбку під назвою «Скобці» постала дерев'яна церква на честь ікони «Знамення пресвятої Богородиці». Борсків стає центром старообрядництва на Поділлі, задовольняючи духовні треби інших громад — Вінниці, Жуківців, Людавки, Медвежого Вушка, Курників, Великого Острожка, Вінницького повіту; Літина, Брацлава, Шури-Копіївської, Перепеличчя, Брацлавського повіту; Ефимівки, Пеньківки, Бушинки, Краснянки Ямпільського повіту.
Афіноген прагне єпископства, і починає видавати з себе архієрея, але згодом викривається його самозванство і навіть той факт, що свого часу він розтратив монастирське майно. Авантюрист шукає порятунку у Волощині, а потім у Польщі.
У 1841 р., відповідно до указу царя, були реквізовані дзвони церкви у Борскові. З тих часів збереглася легенда про один захований місцевими жителями у річці Південний Буг дзвін, який досі не вдалося знайти, але кожного Великодня він видзвонює з-під води.

### Панщина

#### Кінець XVIIIст.
У 1796 р. польський магнат Федір Потоцький купляє весь Ворошилівський ключ у Брацлавському воєводстві (Ворошилівка з передмістям та присілком Теодорівка, Борсків, Сутиски, Кордулянка, Витава, Тарабанівка) у графа Яна Баньковського. Згідно з переписом 1811 р., граф Ф. Потоцький має у Борскові 35 кріпаків.
Чисельність старовірів Борскова відсутня у більшості тодішніх довідників. Це пов'язано з герметичністю життя громади, бо відомо, що та відмовлялась і навіть примушувалася рішенням Брацлавського намісницького правління від 1796 р. подавати сповідальні відомості до Вінницького повіту.
Одначе відомо, що в 1817 р. в селі вже жило 442 людини.

#### XIXст.

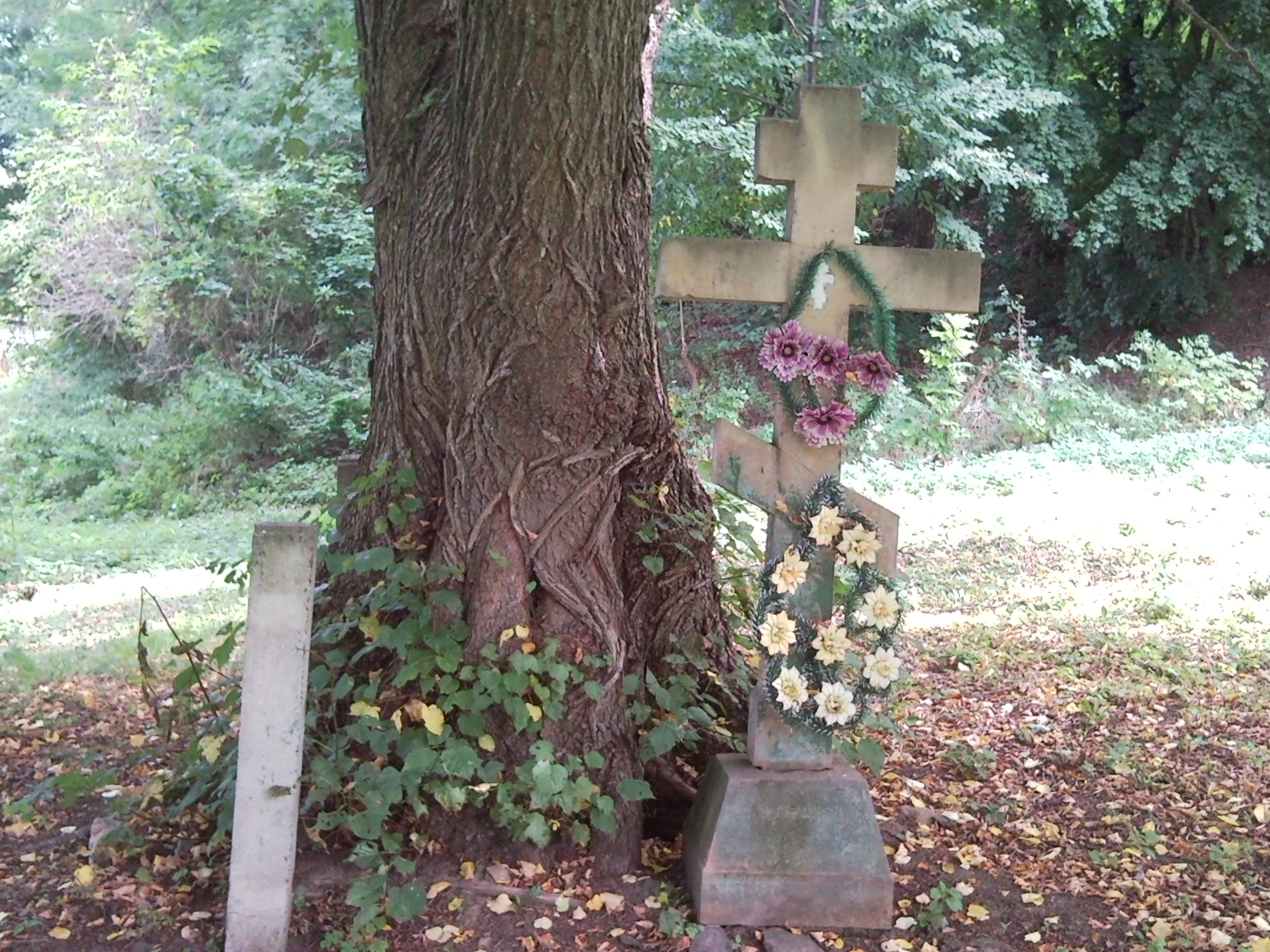
Місце престолу старої церкви

В 30-х роках XIX ст. Борсків належав до ворошилівського маєтку панської родини Галинських. Поміщиця Кароліна Галинська примушувала борсківчан виконувати різні повинності поверх чиншової плати. Чоловіки працювали один день на тиждень на млині чи винокурні, жінки — в полі або у дворі. Поміщиця брала плату за кожне фруктове дерево, льон або коноплю. Її скарги на селян за випас худоби на панських землях та неякісну обробку ланів зберігаються у Державному архіві Вінницької області. В 1831 р. через причетність Галинських до антиросійського повстання вони були вимушені продати маєток.
В 1835 р. в селі проживало 546 мешканців. Вже в 50-х роках маєток належить графині Кордулі Потоцькій, а після її смерті — спадкоємцям. В 1854 р. Борсків опиняється у власності графа Красицького. З 1863 р. почалась судова тяганина поміщика із старовірами про збільшення орендної плати за землю, яка завершилась на користь пана вже по його смерті. В 1891 р. землі Борскова належать братам — Івану Євстафійовичу та Еразму Євстафійовичу Красицьким. З 1903 р. також серед володарів вказуються їхні сестри — Марія та Леонтина. В селі проживає 367 старообрядницьких родин, які усі вважаються міщанами м. Вінниці. Вони орендують 1099 десятин землі, сплачуючи 1700 карбованців за оренду. Борсковці, як усі тодішні старообрядці Поділля, користувались панськими землями на правах чиншу.
Згідно з посімейними списками, в 1889 р. в селі зареєстровані 1190 чол., з яких 24 постійно мешкали у Вінниці. В 1893 р. зафіксовані 353 подвір'я та 1545 селян чоловічої та жіночої статі.
У 1886 р., відповідно до земельної реформи, селянам надано право на викуп землі. У 1895 р. були складені викупні акти, а Подільським відділенням Селянського поземельного банку був наданий кредит терміном на 49 років. У 1905 р. старовіри орендували 961 десятину землі, у тому числі 216 десятин садибної, 14 — левадної, решта була польовою. Розмір оренди становив 1620 карбованців. Проте, землеробство було супутньою справою сільчан. Вони зажили слави як майстри будівельних робіт — каменярі, теслі, покрівельники деревиною, черепицею та бляхою. Професійно копали та мурували криниці, мостили шляхи, працювали на навколишніх цукрових заводах. Чоловіки вважали землеробство «бабською справою». Створюючи артілі, вони від'їжджали на будівництво у регіоні, а жінки залишались на господарстві, займаючись городництвом, садівництвом, бджільництвом, сушінням фруктів, хатнім ткацтвом. Традиція будування з каменю та цегли житлових будинків закріпилась у Борскові на початку ХХ ст. З тих часів збереглося чимало капітальних домівок з масивними підмурками та льохами. Німці, а потім румуни, окупувавши Борсків у липні 1941 р., через характерну кам'яну забудову прозвали його маленьким містом.
Селяни закуповували крам для господарства на ярмарках в містечках Красному та Ворошилівці.
У 1877 р. за часів російсько-турецької війни у селі стояли російські війська. Під час навчань від пострілу кулі зайнялася солома, і вщент вигоріла сільська околиця «Гора». У 1892 р. інша масштабна пожежа знищила 73 подвір'я.

### Розкол громади на поч. XXст.

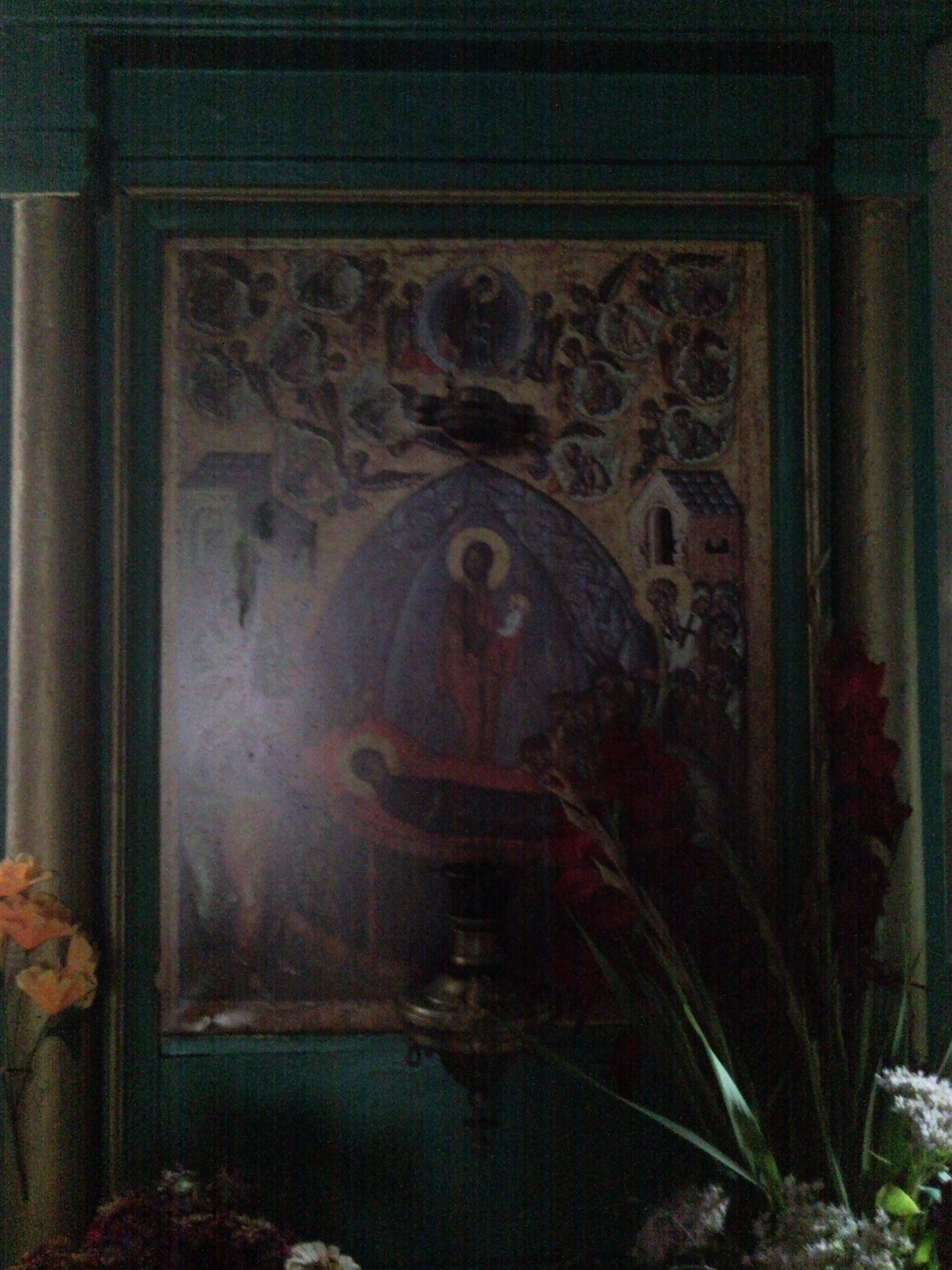
Інтер'єр церкви. Ікона.

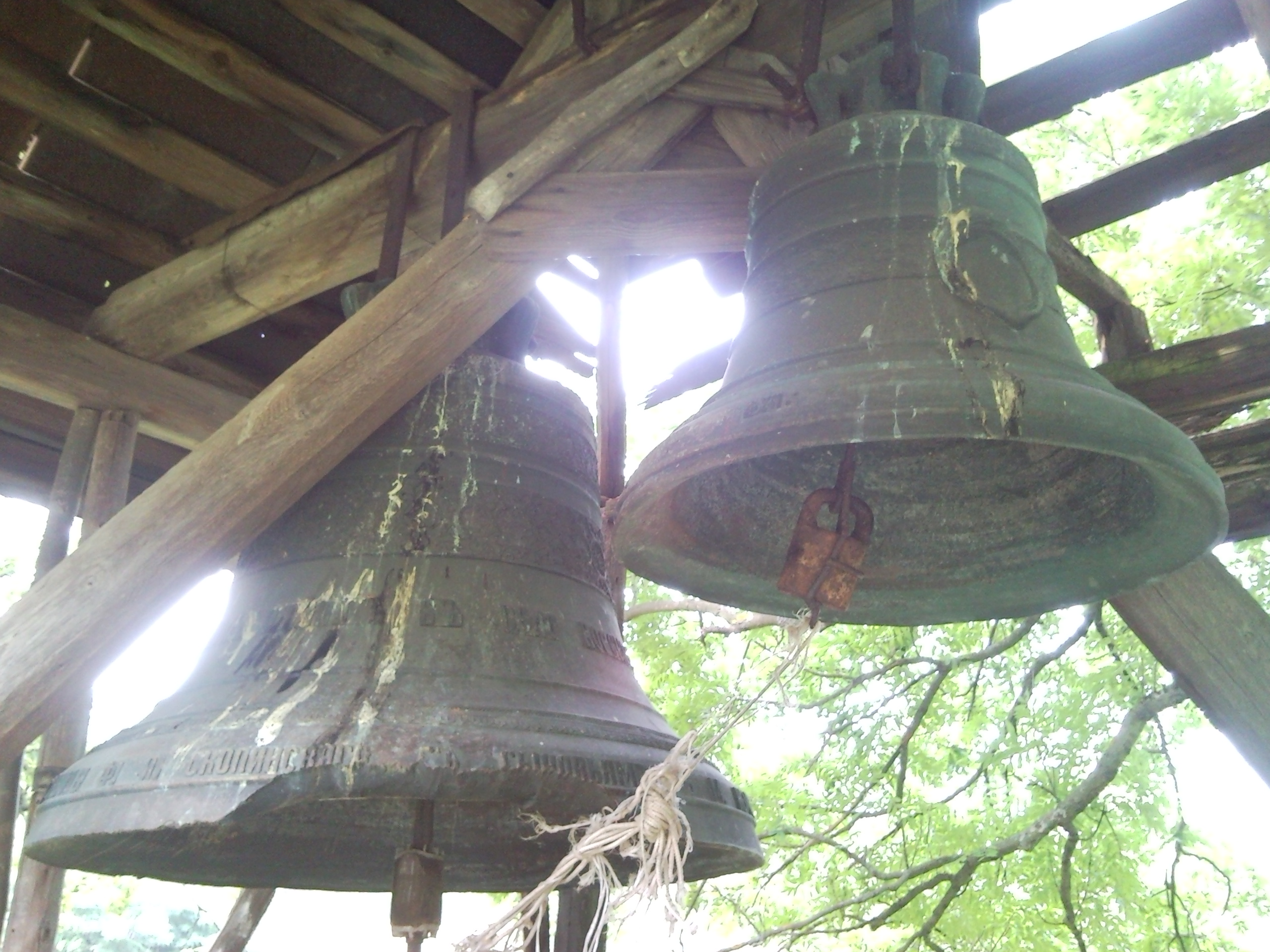
Борсківські дзвони

Інтенсивність релігійного життя в Борскові сягнула апогею у 1907 р., коли старообрядницький єпископ балтський і одеський Кирил підтримав «Окружне послання» 1863 р., і в громада Борскова розкололась. Більша частина, «протиокружники», залишили за собою церкву, а «окружники» (або «калантаї») побудували собі скит та молельню на південно-східній околиці села. На гроші, зібрані по всій імперії ченцем Мефодієм, у 1910 р. збудували собі кам'яний храм Святого Миколая Чудотворця і влаштували монастир з 14 келіями. Між громадами чинились суперечки з руйнуванням споруд і псування майна. Монастир було закрито у 30-ті роки XX ст. під час гонитви релігії більшовиками. На час закриття служби в ньому проводились вже для обох релігійних громад села. Його приміщення було віддано спочатку під господарське сховище, а згодом перетворилось на руїну.
В 1911 р. від пожежі згоріла церква «протиокружників». За переказами, з полум'я невідомий хлопчик у червоній сорочці виніс важке церковне Євангеліє і безслідно з ним зник. Селяни побачили у цьому провидіння янгола. На місті престолу знищеної церкви було поставлено хрест, який стоїть донині, а поруч на гроші тодішнього поміщика Д. Ф. Гейдена, предводителя Вінницького повітового дворянства, побудовано тимчасову, як тоді здавалося, церкву у візантійсько-російському стилі у вигляді дерев'яної валькованої хати з однією невеликою банею з хрестом та двома входами, яка існує й сьогодні. Церкву було освячено на честь Успіння пресвятої Богородиці, цей день є храмовим святом, але парафіяни називають її Церквою Нерукотворного образу. Стеля споруди розписана місцевими майстрами стилізованим малюнком із зображенням квітів та ягід. Іконостас був рясно оздоблений іконами місцевих богомазів.
Поруч з церквою на подвір'ї зведено дерев'яну дзвіницю для п'яти дзвонів. Іменні бронзові дзвони з надписом «Борсковъ» були виготовлені в 1911 р. у Немирові. У 70-ті роки ХХ ст. три, найменші, дзвони вкрадені на металобрухт. Два найважчих, один з яких щерблений, залишились з вирваними язиками. Замість них згодом прилаштовані саморобні язики. Попри пошкодження, вони мають мелодійний дзвін.
Д. Ф. Гейден сприяв відкриттю при церквах шкіл на Тиврівщині, зокрема, у Борскові в 1912 р. на пагорбі біля села т. зв. міністерської школи, яка через велику кількість учнів працювала у дві зміни. У 20-х роках ХХ ст. кількість неписьменних у віці 18-35 років становила лише 23 особи, а відсоток відвідування школи дорівнював 90 %.
Поміщик також пропонував збудувати дорогу з твердим покриттям крізь село, проте громада відмовила йому через побоювання, що бруківка швидко зіпсує колеса возів.
В 1905 р. в селі налічувалося 433 подвір'я та 2020 жителів. В статистичних відомостях фігурувала старообрядницька молельня.

### Революційна доба

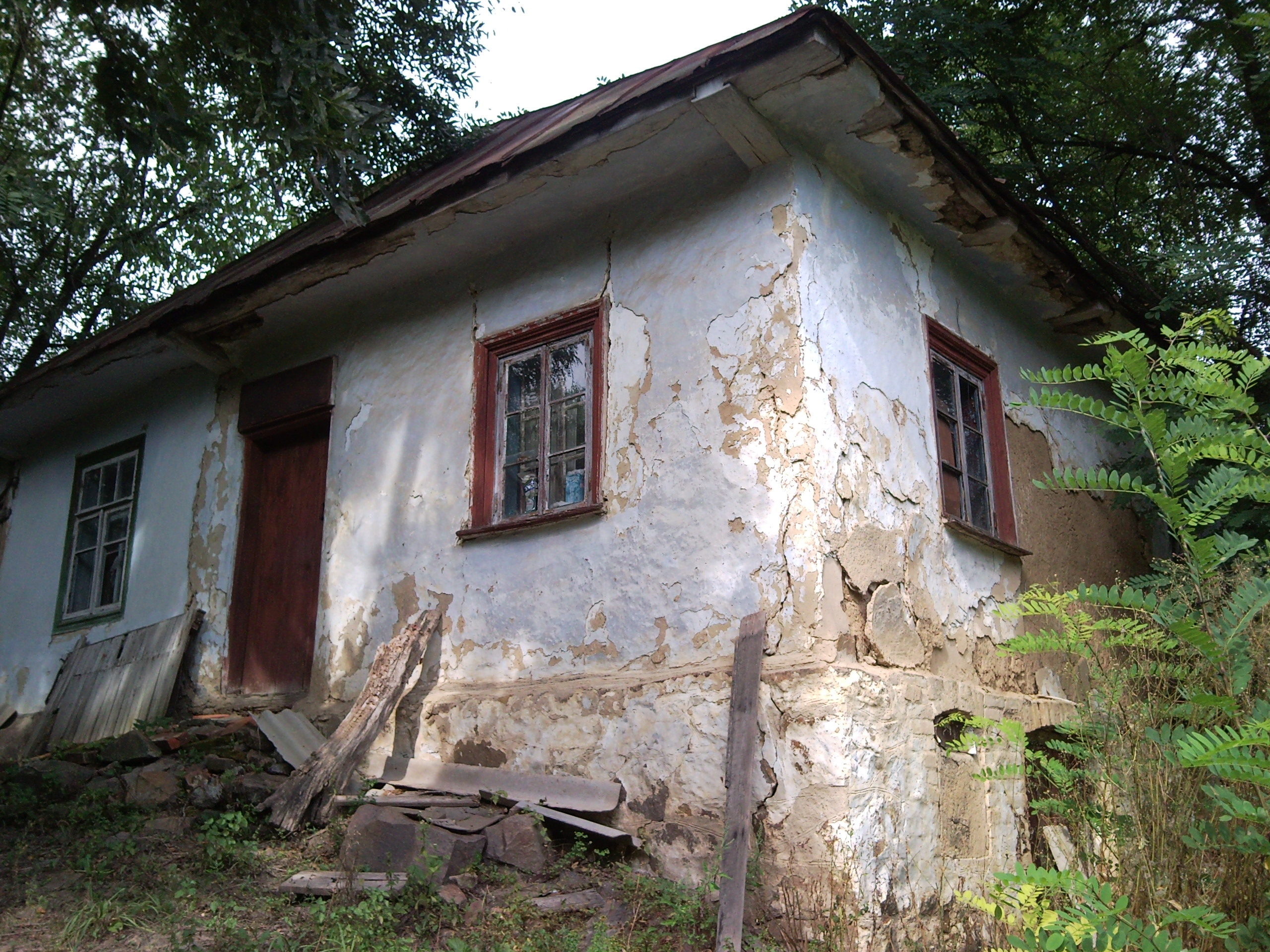
Будинок старовірів

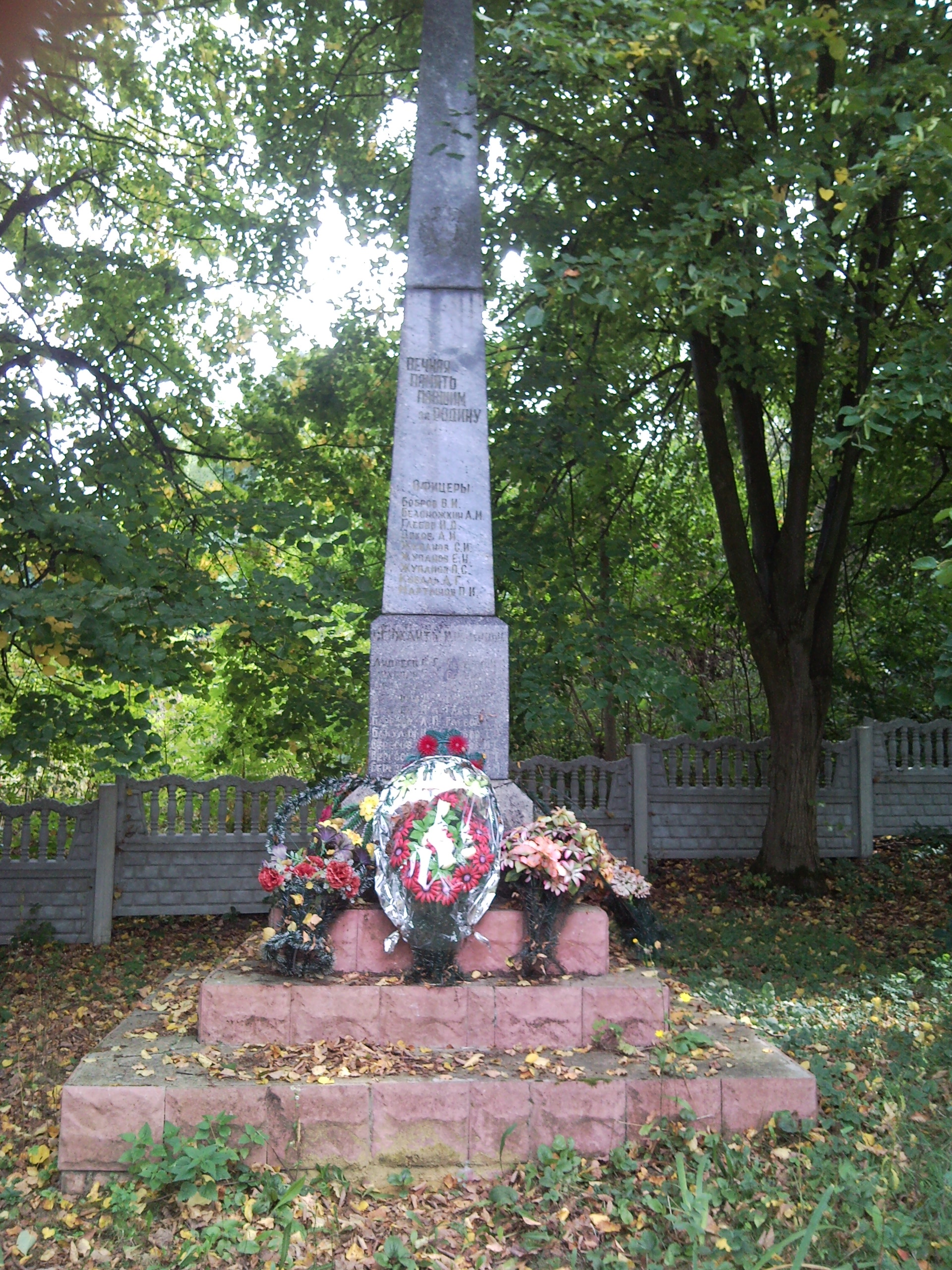
Меморіал жертвам війни

Після Жовтневого перевороту 1917 р., за новим адміністративним розподілом 1925 р., Борсків опинився у складі Тиврівської волості Вінницької округи (згодом — Тиврівського району Вінницької області) і деякий час мав свою сільську раду.
Відомий факт, що у 1918 р. майстрові з Борскова демонтували металеву крівлю з панського маєтку Гейденів у сусідніх Шершнях, а також у Сутисках.
Руйнівні процеси за радянську добу — колективізація, політичні репресії, голодомори, війни — негативним чином позначились на розвитку села. Перед початком колективізації, у 1923—1927 рр. в селі були визначені 14 заможних сімей та 3 родини крамників для розкуркулення. За межі Борскова відселені 5 родин. Кілька родин з інших сіл Тиврівщини примусово відселені до Борскова.
Деякі борсківчани приєднали свої пайові внески до сільського кооперативного товариства з продажу продовольчих та промислових товарів, яке виникло у Сутисках. Його очолював В. Лісниченко. Заставний фонд цього товариства у 1924 р. становив 15 тисяч карбованців.
В 1922 р. в селі існував дитячий притулок.
У 1930 р. створено колгосп «Імені Першотравня» (голова Якименко). Сільраду очолював Кравцов. Водночас до війни в селі зберігався високий відсоток одноосібників.
Під час Голодомору 30-х років в Борскові загинули десятки людей, передусім дітей (35 — в 1932 р. та 50 — в 1933 р.; за офіційною радянською статистикою — 10), хоча місцеві жителі вважають, що їх село не дуже постраждало і конче не голодувало завдяки заробіткам односельців-артільників, у тому числі в Москві та Підмосков'ї, та завдяки близькості до великої ріки й лісу, які допомагали виживати.
В період 1925—1933 рр. в селі було 700 домогосподарств, проживали 2708 осіб. Втім, перед Другою світовою війною населення скоротилось до 1000 чол.

### Фашистська окупація
Війна забрала з села понад сотню односельців. Частина з них, мобілізованих на облаштування укріплювальних районів, загинула на початку німецького вторгнення в районі н.п. Радехів на Львівщині.
Борсків було перший раз звільнено 11 січня 1944 р. внаслідок проведення Житомирсько-Бердичівської наступальної операції. Тоді частини 38-ї армії 1-го Українського фронту вели бої на ближніх підступах до Вінниці. 8-й гвардійський механізований корпус І. Ф. Дремова форсував р. Південний Буг і на його західному березі оволодів населеними пунктами — Ворошилівка, Маянів, Борсків, Шершні і Тиврів. Але ворог контрнаступом повернув їх собі. Остаточно село позбулося нацистської окупації 15-17 березня 1944 р. внаслідок реалізації Корсунь-Шевченківської операції. Тоді один з полків 151-ї стрілецької дивізії форсував Південний Буг і оволодів на його правому березі Шершнями, Ворошилівкою і Гутою-Шершнівською.
У 1976 р. жертвам війни встановлено меморіальний обеліск.
Одразу після звільнення від нацистів відновлено діяльність сільради (голова — Кучеров) та колгоспу (голова — Мартинов). Завдані збитки селу спеціальна комісія оцінила в 1 млн. 956 млн карбованців.
Проте, непоправних втрат старообрядницька громада зазнала через масове переселення сільчан у місто у повоєнні 60-70-ті роки ХХ ст., насамперед у Вінницю, і стрімку асиміляцію нащадків старовірів поміж городян. Навіть частина хат була розібрана для складання у нових місцях помешкання.

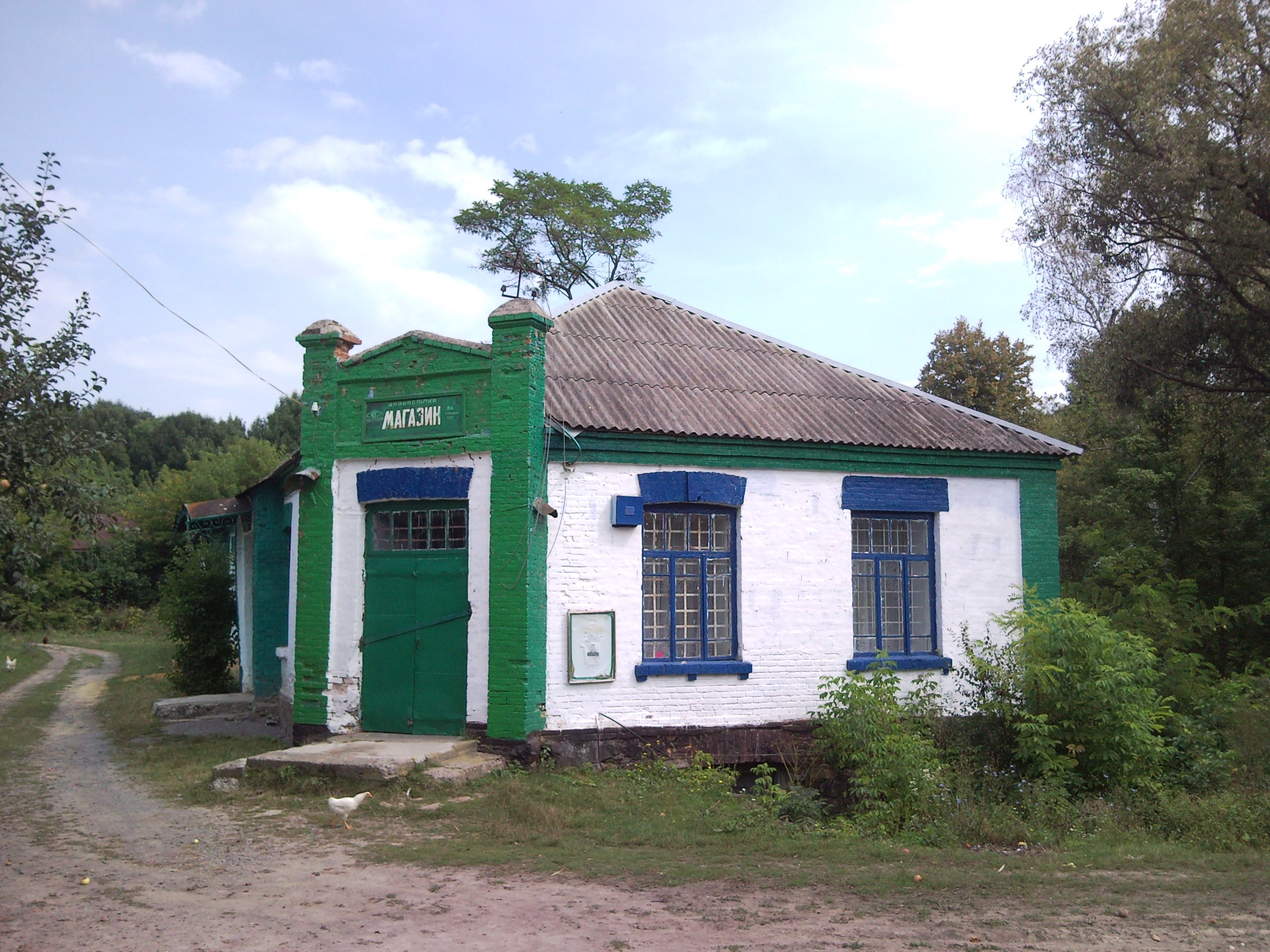
Магазин в центрі села

### Радянська доба. Нова історія
У повоєнні роки Борсків перебував у складі Ворошилівської сільської ради Тиврівського району.. Влада звітувала, що село повністю електрифіковане, у кожній хаті є телевізор, працює школа з російською мовою викладання.
В селі увесь цей час продовжувала функціонувати церква. Служби правили:
- Кравцов Лука Олександрович (1883—1969) — з 1924 р. до 1969 р.
- Диякон Філарет — у 1969—1970 рр.
- Лепілов Костянтин з Молдови — у 1971 р.
- Диякон Яблочніков Федір Семенович (1919—2007) — з 1971 р. до 2001 р.

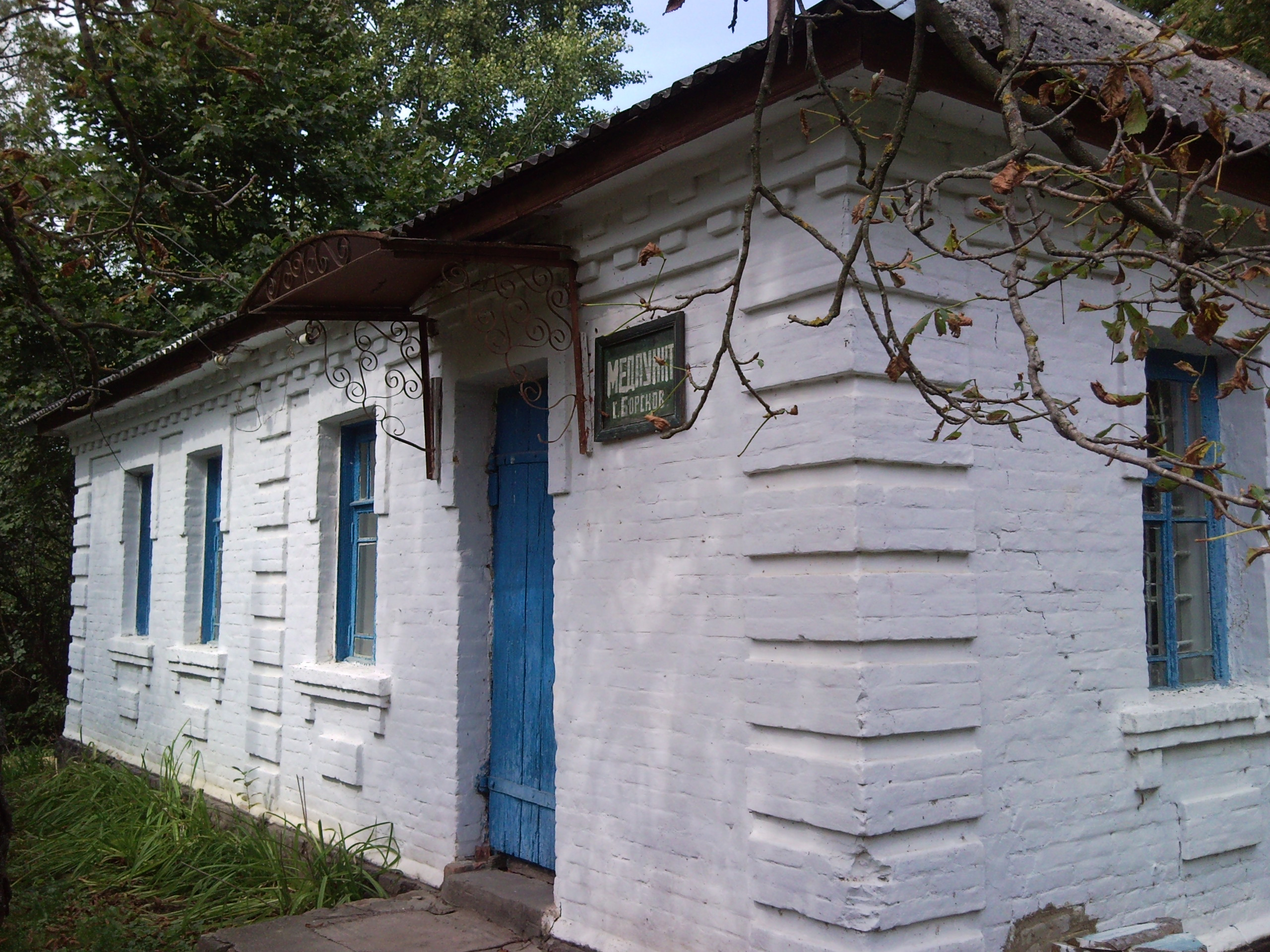
Медпункт

### Новітня історія
Понад дюжину років після того як церкву обікрали в 2001 р. служби в ній не правились, церква прийшла в занепад. Всього її грабували 13 разів. Релігійні книги, вироби самобутньої «гуслицької» металопластики, меблі та інше майно розкрадені злодіями, його частину передано до Вінницького храму, у Куренівський монастир, у обласний краєзнавчий музей на зберігання або розібрано селянами по хатах. Вінницькі одновірці намагалися через архієпископа Київського та Всієї України Савватія у 2008 р. успадкувати борсківські дзвони, але місцева громада на це не погодилась.
Наприкінці 50-х рр. ХХ ст. в селі лишилося не більше 700 мешканців, а у середині 70-х чисельність населення скоротилась до 500 осіб. У 70-ті роки в селі ще жили 200 старовірів, з яких 55 вважались істинними. В цей період до села переїжджають й українці.
В 1998 р. з 330 жителів села 115 були українцями. У 2006 р. нараховувалося 250 дворів, із них у 132 мешкало 192 особи.
Станом на 2014 р. в селі фактично проживало разом з дачниками 157 людей, а прописано і зафіксовано у виборчих списках — 110 осіб. Школу через брак учнів закрито ще у 70-ті роки. Дітлахи зараз вчаться у школах Ворошилівки та Шершнів.
У 1992 р. у Борскові знімався художній фільм «Господи, прости нас, грішних» за мотивами новели А. П. Чехова «В овразі». Режисер — Войтецький Артур Йосипович, у головній ролі знявся Богдан Ступка.
Попри те, що село продовжує перебувати у занепаді, а більшість його мешканців давно оселилась у Вінниці, у 2013 р. був висвячений на диякона Рудаков Микола Миколайович (1970 р.н.), відновилися служби. Зусиллями громади впорядковано церкву, реставровано дзвіницю. Попри те, що громада належить до Київської єпархії Руської православної старообрядницької церкви (РПСЦ), служби відбуваються спільно для нащадків старовірів та українців.

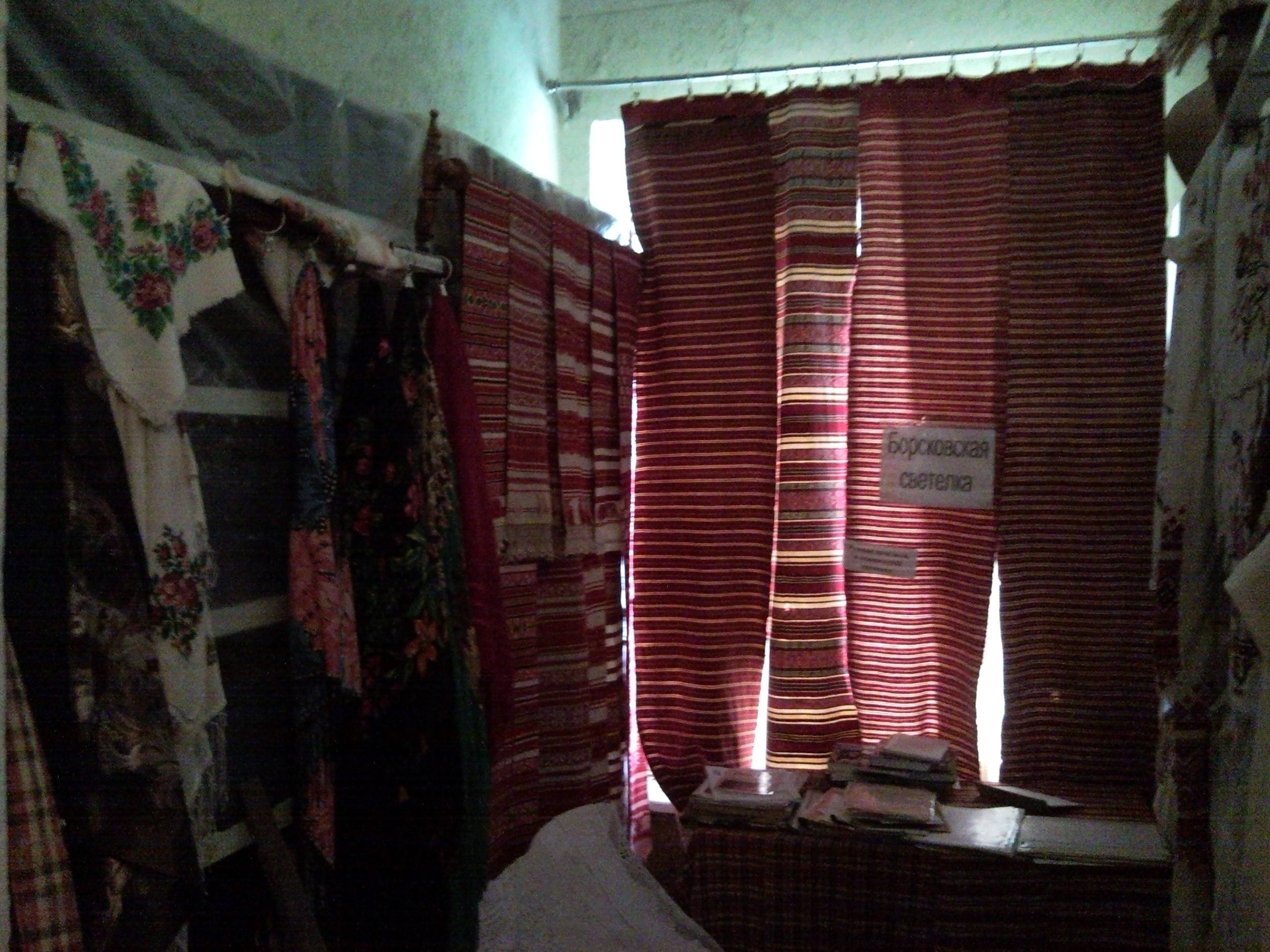
Музейна світелка в бібліотеці

Певні сподівання на відродження села пов'язуються з дачниками, які викуповують сільські будинки для відпочинку влітку. В селі є фельдшерсько-акушерський пункт, працює магазин. Справжнім епіцентром життя залишається бібліотека. Вона діє від 1946 р. Її фонд складається з понад 3 тисяч книг. Функціонують клуби по інтересах «Борсківські посиденьки», «Хазяюшка». При бібліотеці розгорнуто світлицю з експонуванням зразків народної творчості, музейну експозицію побуту старовірів, старовинних фотографій, виставлено колекцію робіт місцевого художника В. М. Ратова.

## Пам'ятки[38]
- Поселення Черняхівської культури (ІІ-IV ст.);
- Старообрядницька Церква Нерукотворного образу (1911);
- Дерев'яна дзвіниця з двома іменними бронзовими дзвонами (1911);
- Пам'ятник 93 воїнам односельцям, загиблим у часи Другої світової війни (1976);
- Кам'яні будинки селян — взірці старовірської архітектури (поч. ХХ ст.).

## Видатні особи

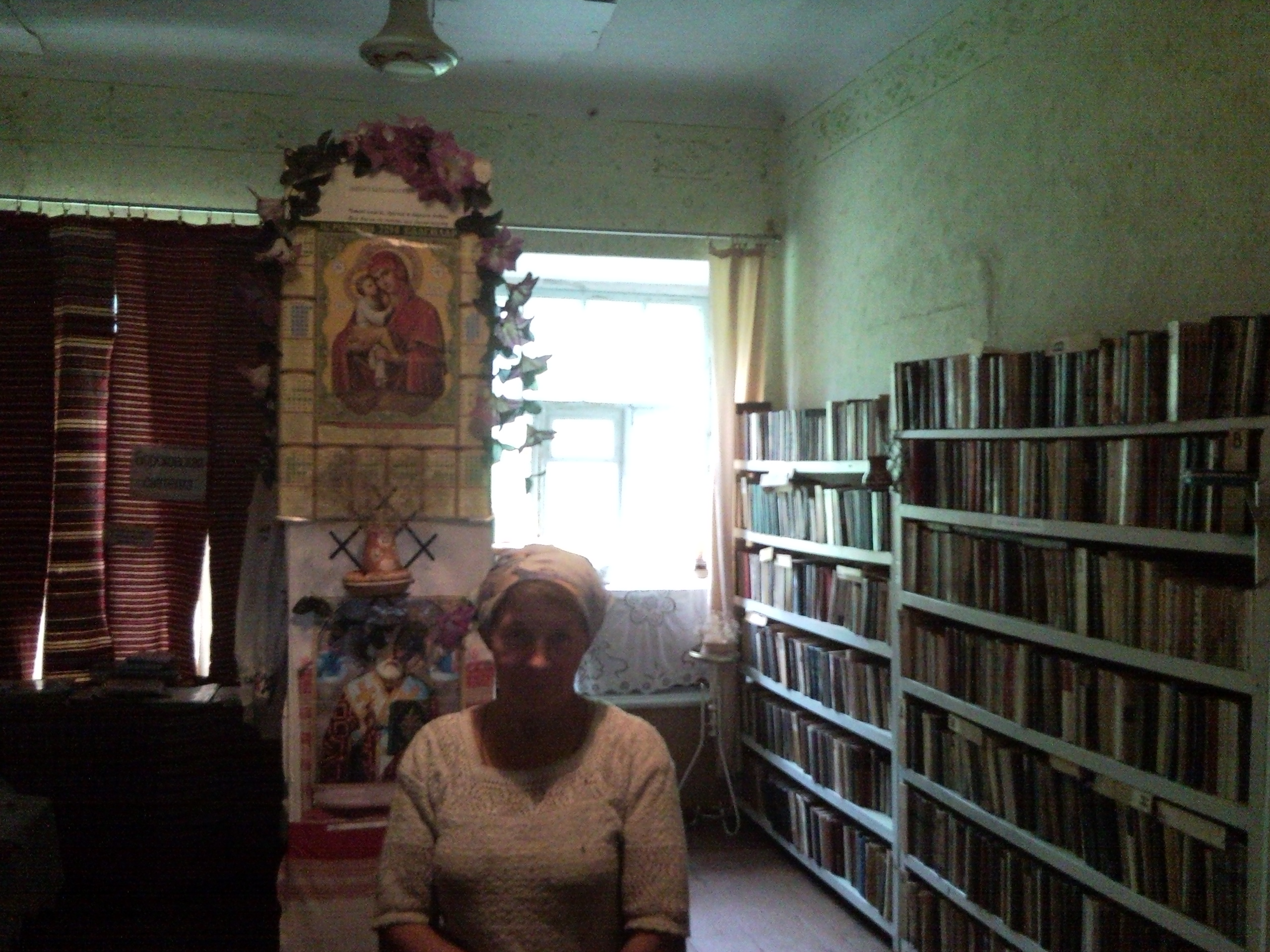
Бібліотекар і краєзнавець Рудакова Лідія Корніївна

- Берьозов Вавила Іванович (1888 р.н.) — місцевий богомаз. Після отримання відповідної освіти при художній майстерні старообрядницької церкви в Одесі писав ікони. Він та його наречена Пистемія, родом з купецької родини, є героями місцевої легенди про сільських Ромео і Джульєтту.
- Брюханов Анатолій Євстафійович (1943 р.н.) — колишній заступник генерального директора ВЕО Вінницяенерго, заслужений енергетик України.
- Жупанов Олександр Борисович (1954 р.н.) — Заслужений лікар України, нащадок старовірів з Борскова.
- Красильников Петро Тимофійович (1936 р.н.) — тележурналіст з Харкова.
- Красильников Тимофій Трохимович (1904—1988) — місцевий краєзнавець.
- Пачевський Анатолій Мартинович (1939—2017) — Герой України, голова приватного підприємства «Радівське» в с. Радівка Калинівського району Вінницької області.
- Переписувачі церковних книг з родини Терент'євих та Красильникових.
- Ратов Василь Меркурійович — художник, вчився у Строганівському художньому училищі.
- Рудакова Лідія Корніївна (1949 р.н.) — бібліотекар, краєзнавець, староста релігійної громади.
- Старожили: Москвічова Анна Петрівна (1908—2015) — 106 років, Рудакова Матрона Панкратівна (1790—1932) — 122 роки[39]

## Галереї
Село
|            |
| Бібліотека |

|                                             |
| Предмети побуту селян у музейній експозиції |

|                                |
| Роботи художника Василя Ратова |

|                                 |
| Будинок старовірів, поч. ХХ ст. |

|                                 |
| Будинок старовірів, поч. ХХ ст. |

|                                 |
| Будинок старовірів, поч. ХХ ст. |

|                                 |
| Будинок старовірів, поч. ХХ ст. |

|                                 |
| Будинок старовірів, поч. ХХ ст. |

|                                 |
| Будинок старовірів, поч. ХХ ст. |

|                                 |
| Будинок старовірів, поч. ХХ ст. |

|                                 |
| Будинок старовірів, поч. ХХ ст. |

|                                 |
| Будинок старовірів, поч. ХХ ст. |

|                                 |
| Будинок старовірів, поч. ХХ ст. |

Церква
|          |
| Дзвіниця |

|          |
| Дзвіниця |

|          |
| Дзвіниця |

|          |
| Дзвіниця |

|          |
| Дзвіниця |

|          |
| Дзвіниця |

|        |
| Церква |

|        |
| Церква |

|        |
| Церква |

|                |
| Інтер'єр храму |

|                |
| Інтер'єр храму |

## Виноски і примітки
1. ↑  Рідні мови в об'єднаних територіальних громадах України — Український центр суспільних даних
2. ↑  Цит. по: Дан, О. Ю. Козацтво Брацлавщини у боротьбі за свободу і незалежність (1648—1676 рр.). — 2-е вид. — Київ: Видавничий дім «Стилос», 2004. — с. 244—273.
3. ↑  ДАВО. — Ф. 470. — Оп. 2. — Сп. 16. — Арк. 32-57. / Цит. по: Петренко, О. С. Опис документів, які зберігалися в маєтку князів Четвертинських в селі Янкові // Подільська старовина: збірник наукових праць. — Вінниця: ДКФ, 1993. — С. 283—321.
4. ↑  Тамтура А. В., Коваль О. І. Історія Тиврівщини. — Вінниця: ФОП Барановська Т. П., 2012. — 444 с. — С. 19.
5. ↑  Бужинская, Н. Л. Очерк о современном селе Борсков (впечатления учасника экспедиции) // Старообрядництво на Вінниччині: Історико-етнографічний нарис сіл Борсків Тиврівському районі та Людавка Жмеринського районів. — Вінниця: ТОВ Віндрук, 2009. — C. 51-54.
6. 1 2  Шовкопляс, А. Г., Загрузна, І. Л., Рожковський, П. П. З історії села Борскова Вінницької області // Тези доповіді 4-ї Вінницької обласної історико-краєзнавчої конференції 14 вересня 1986 р. — Вінниця, 1986. — С. 83-84.
7. ↑  Тамтура А. В., Коваль О. І. Історія Тиврівщини. — Вінниця: ФОП Барановська Т. П., 2012. — 444 с. — С.66-67.
8. ↑  рос. дореф. Гульдманъ В. Подольская губернія : опытъ географическо-статистическаго описанія. Изданіе Подольскаго губернскаго статистическаго комитета. — Каменецъ-Подольскій, 1889. — 414 + 64 + 26 с. — С. 83-85.
9. ↑  Мельников, П. Исторические очерки поповщины. — Ч. 1. — Москва, 1864. — С. 164—166.
10. ↑  [[Таранець Сергій Васильович - Таранец, С. В.]] [[Старообрядництво - Старообрядці-біглопопівці]]: становлення та еволюція (PDF). Архів оригіналу (PDF) за 26 лютого 2019. Процитовано 25 лютого 2019.
11. ↑  Дело о снятии колокола со старообрядческих церквей села Борскова (1841—1842 гг.) / Винницкое духовное управление // ДАВО. — Ф. 506. — Оп. 1. — Сп. 159.
12. ↑  1796 р. квітня. Вінниця. — Резолюція Брацлавської казенної палати у справі про звільнення з казенного нагляду та продаж Ворошилівського ключа графу Ф. Потоцькому // ДАВО. — Ф. 521. — Оп. 2. — Сп. 1. — Арк. 41-42. / Цит. по: Петренко, О. С. Брацлавське намісництво. — Вінниця: Велес, 2001. — С. 62, 168—169.
13. ↑  Тамтура А. В., Коваль О. І. Історія Тиврівщини. — Вінниця: ФОП Барановська Т. П., 2012. — 444 с. — С. 60.
14. ↑  1796 р травня 31. Вінниця. — Резолюція Брацлавського намісницького правління на повідомлення Вінницького духовного правління про небажання старообрядцями Вінницького повіту подавати сповідальні відомості // ДАВО. — Ф. 895. — Оп. 1. — Сп. 1. — Арк. 455—455 зв. Оригинал. Рукопис.
15. ↑  Ясинецька, Л. В. Історичний нарис «Село Борсков», як джерело вивчення традиційно-побутової культури старообрядців краю кінця XIX — початку XX ст. // Наукові записки: зб. наук. пр. Сер. Історія. — [[Вінниця]], 2007. — Вип. 12. — C. 257—260. Архів оригіналу за 24 вересня 2015. Процитовано 26 листопада 2014.
16. ↑  Тиврівщина: Краєзнавчі нариси. — смт Тиврів: ТОВ Нілан-ЛТД, 2012. — 306 с. — С. 130.
17. ↑  пол. Epsztein, Tadeusz. Polska Własność Ziemska Na Ukrainie (gubernia kijowska, podolska i wołyńska) w 1890 r. — Warszawa: Wydawnictwo Neriton. Instytut Historii PAN, 2008. — 618 с. — S. 358—359.
18. ↑  ДАВО. — Ф. 230. — Оп. 1. — Сп. 409. — 1-252 с.
19. ↑  Гульдманъ В. Населенные мѣста Подольской губерніи: Алфавитный перечень населенныхъ мѣстъ губерніи с указаніемъ нѣкоторыхъ справочных о нихъ свѣдѣній / Изданіе Подольскаго губернскаго статистическаго комитета. — Каменецъ-Подольскій : Типографія Подольскаго губернскаго правленія, 1893. — II + IV + 636 с.(рос. дореф.)
 — С. 42.
20. ↑  Старообрядческий Борсков (глава) // Таранець, С. В. Старообрядчество Подолии. — К.: НАН Украины. Ин-т укр. археографии и источниковедения им. М. С. Грушевского, 2000. — C. 131—142.
21. ↑  ДАВО. — Ф. 256. — Оп. 1. — Сп. 750. — 283 с.
22. ↑  Товкан, Г. В. Громадська діяльність графа Д. Ф. Гейдена на Вінниччині // Матеріали звітної наукової конференції викладачів і студентів історичного факультету за 1998 р. / ВДПУ ім. М. Коцюбинського. — Вінниця, 1999. — С. 10.
23. ↑  Крыловъ А. Населенныя мѣста Подольской губерніи / Изданіе Подольского губернскаго статистического комитета. — Каменецъ-Подольскій : Типографія Подольскаго губернскаго правленія, 1905. — VIII + 563 с.(рос. дореф.)
 — С. 211.
24. ↑  Тиврівщина: Краєзнавчі нариси. — смт Тиврів: ТОВ Нілан-ЛТД, 2012. — 306 с. — С. 270.
25. ↑  Характеристика господарств землевласників, які підлягають розкуркуленню (с. Борсків, 1930 р.) // ДАВО. — Ф. 256. — Оп. 1. — Сп. 378.
26. ↑  Тамтура А. В., Коваль О. І. Історія Тиврівщини. — Вінниця: ФОП Барановська Т. П., 2012. — 444 с. — С. 123.
27. ↑  Центральний архів Міністерства оборони колишнього СРСР, Ф. 393, оп. 9005, спр. 221, арк.11. // Цит. по: Гальчак, С. У боях за Вінниччину: До 50-річчя визволення області від німецько-нацистських загарбників. — Вінниця, 1994. — С. 24.
28. ↑  Рішення Вінницького облвиконкому № 122 від 24 березня 1976 р. про встановлення пам'ятного знаку жителям Борскова, що загинули в боротьбі з німецько-нацистськими загарбниками в роки Великої Вітчизняної війни.
29. ↑  Тамтура А. В., Коваль О. І. Історія Тиврівщини. — Вінниця: ФОП Барановська Т. П., 2012. — 444 с. — С. 250—251.
30. ↑  Ліпська, А. В., Яровенко, О. Б. Загублені в борах: історія та сьогодення Борскова // Старообрядництво на Вінниччині: Історико-етнографічний нарис сіл Борсків Тиврівському районі та Людавка Жмеринського районів. — Вінниця: ТОВ Віндрук, 2009. — C. 39-51.
31. ↑  История городов и сел Украинской ССР: В 26 т. Винницкая область / АН УССР. Ин-т истории; Гл. редкол.: П. Т. Тронько (пред.) и др. — К.: Гл. ред. Укр. Сов. Энцикл. АН УССР, 1972. — 630 с. — C. 571.
32. ↑  16 книг з бібліотеки батька та сина Красильникових / Соломонова, Т. Р. Колекція старообрядницьких книг Вінницького обласного краєзнавчого музею: музеєзнавча характеристика // Доля старообрядництва в ХХ — на початку ХХІ ст.: Історія і сучасність. Збірник наукових праць та матеріалів / Відпов. ред. та упоряд. С. В. Таранець. — Київ — Куренівка — Чечельник, 2007. — С. 102—105.
33. ↑  Ікони богомаза Вавили Берьозова; меблі: стіл з різьбленою ніжкою, лава зі спинкою, скриня, оздоблена металом, похідна валіза для інструментів тесляра; жіночий одяг / Ліпська, А. В. Пам'ятки матеріальної та духовної культури старообрядницьких громад Східного Поділля в колекції Вінницького обласного краєзнавчого музею // Доля старообрядництва в ХХ — на початку ХХІ ст.: Історія і сучасність. Збірник наукових праць та матеріалів / Відпов. ред. та упоряд. С. В. Таранець. — Київ — Куренівка — Чечельник, 2007. — С. 106—111.
34. ↑  Таранец, С. В. Святыни или антиквариат? // Зеркало недели. — 2008. — № 19 (698). — 24-30 мая.
35. ↑  [[Мельник Віктор Іванович (поет) - Мельник, Віктор]]. У столиці старовірів: Злет і занепад центру [[Поділля - подільських]] [[Старообрядництво - старообрядців]] //[[Україна молода]]. — 2006. — № 121. — 7 липня. Архів оригіналу за 15 грудня 2014. Процитовано 26 листопада 2014.
36. ↑  [[Єрофеєва Світлана Андріївна - Єрофєєва, Світлана]]. Історія Фатинії бентежить борсківчан ціле століття // [[Вінницький район - Подільська порадниця]]. — 2010. — 24 лютого. Архів оригіналу за 5 березня 2016. Процитовано 26 листопада 2014.
37. ↑  Історія бібліотеки с. Борсків (записано зі слів Рудакової Л. К., жительки села) // Старообрядництво на Вінниччині: Історико-етнографічний нарис сіл Борсків Тиврівському районі та Людавка Жмеринського районів. — Вінниця: ТОВ Віндрук, 2009. — C. 55.
38. ↑  Тиврівщина: Альбом / Стебелєв А., Очеретяний Є. — Туристичне видання. — Вінниця: ТОВ Нілан-ЛТД, 2015. — 80 с. — ISBN 978-966-924-014-9. — С. 56.
39. ↑  [[Кимак Леонід Борисович - Кимак, Леонід]]. Тут зозулі кують довголіття // [[Вінниччина (газета) - Вінниччина]]. — 2013. — 4 вересня. — С. 7 (PDF). Архів оригіналу (PDF) за 2 грудня 2014. Процитовано 26 листопада 2014. [Архівовано 2014-12-02 у Wayback Machine.]